# Bala de leite
A bala de leite, caramelo de nata ou toffee é um doce feito caramelizando açúcar do melaço (criando açúcar invertido) junto com manteiga e, ocasionalmente farinha. A mistura é aquecida até que sua temperatura atinja a fase de quebradura dura, entre 149 a 154 °C. Durante o preparo, a bala de leite, às vezes, é misturada com nozes ou passas.

## Tipos de Balas de Leite
- Tofes de Café e leite: Típicos do Logronho.[6][7]